# Hodoš
Hodoš (Hongaars: Hodos of Őrihodos; Duits: Hodosch) is een gemeente in het oosten van Slovenië (Prekmurje) aan de grens met Hongarije.
De gemeente Hodoš telde bij de volkstelling van 2002 356 inwoners, waarmee ze tot de kleinste gemeenten van Slovenië behoort. De gemeente bestaat uit de dorpen Hodoš en Krplivnik (Hongaars: Kapornak).
De inwoners van Hodoš zijn voornamelijk Hongaren, waardoor in de gemeente het Hongaars naast het Sloveens een officiële status heeft.

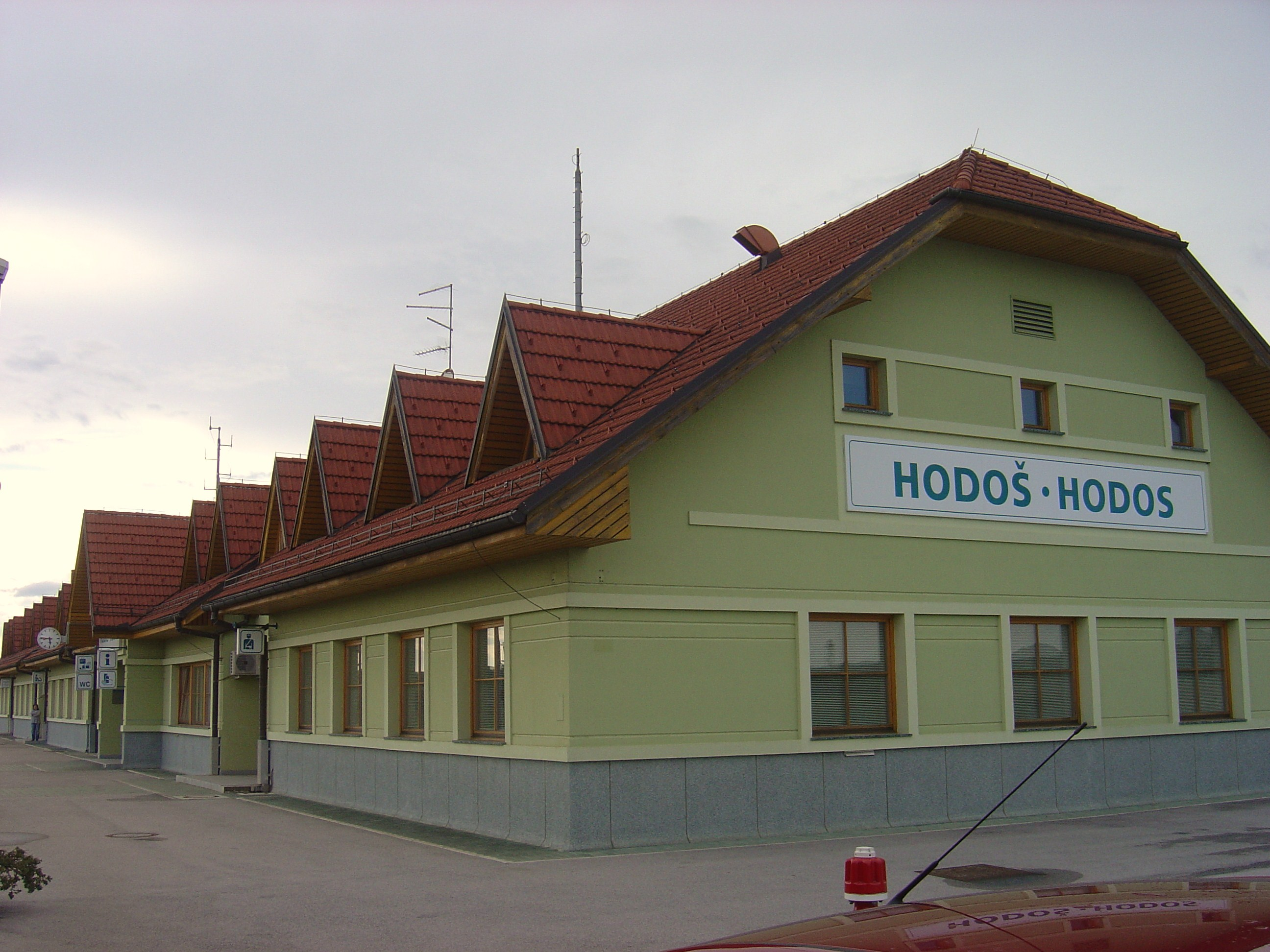
Treinstation van Hodoš met plaatsnaam in twee talen

## Demografie
Volgens de volkstelling van 2002 worden de volgende talen als moedertaal gesproken:
Hongaars: 210 (58,99%)
Sloveens: 124 (34,83%)
Overige/onbekend: 22 (6,18%)
Totaal: 356

## Geboren
- János Kardos (1801-1875), priester, leraar en schrijver